# Pagentan (Singosari)
Pagentan is een bestuurslaag in het regentschap Malang van de provincie Oost-Java, Indonesië. Pagentan telt 14.729 inwoners (volkstelling 2010).